# تاتسومارو تاتشيبانا
تاتسومارو تاتشيبانا (橘龍丸 تاتشيبانا تاتسومارو) هو ممثل ياباني ولد في 21 أبريل 1991 في محافظة فوكوي.

## أدواره في الأنمي

### مسلسلات أنمي تلفزيونية
- ذا غود أوف هاي سكول - جين موري
- كابوكيتشو شرلوك - توراتارو كوباياشي
- أوزوماكي - تسومورا

## أدواره في ألعاب الفيديو
- كارافان ستوريز - بيتس
- ثاوزند ميموريز - راينيل

## أدواره في الدبلجة اليابانية
- دوليتل - آرنال ستابينز الابن